# Назманч
Назманч (с ингуш. — «Певец») — первый сборник стихов и рассказов ингушского писателя И. М. Базоркина, опубликованный в 1934 году издательством «Сердало».

## Описание
«Назманч» (с ингуш. — «Певец») является сборником стихов и рассказов ингушского писателя И. М. Базоркина. Сборник был издан издательством «Сердало» («Свет») во Владикавказе (Орджоникидзе) в 1934 году. Тираж составил три тысячи экземпляров. В него вошли 12 стихотворений и 2 рассказа Базоркина, написанные в 1927—34 годах. Автор вступительной статьи — О. А. Мальсагов.

## Критика
Как отмечает Я. С. Патиев, в некоторых из стихов — «Руки, вверх бросайте молот», «Большевик хорош», «8 марта», «Юбилейное», «Май», видно влияние от поэзии В. В. Маяковского, что, в частности, видно в её «лесенкой» внешности, в ударном и громовом слоге, клицаниях, чертах новой жизни в виде пробуждающейся силы пролетария, новостроек, твёрдой верой в способность убрать с пути все преграды. Как и было положено писать, всё прошлое описано негативно, а всё будущее позитивно. Однако за это будущее надо бороться даже ценой своей жизни, утверждает писатель.
Первые свои произведения Базоркин начинал с подражания Элкану Шанаеву — осетинскому и поэту, большому другу отца писателя — Муртуз-Али. Шанаев был автором популярного в прошлом стихотворения «Ингуш», написанного в июле 1917 года. В нём он занимался разоблачением бытовавшего в прошлом неверного негативного общественного мнения об ингушах. В стихотворении «Большевик хорош» из сборника присутствует мотивы стихотворения Шанаева. Базоркин делает наподобие ответа своему наставнику, о том что его желание сбылось и ингушей теперь не считают диким и разбойным народом. Этому, как утверждал поэт, способствовала советская власть, то есть большевики:
Душил — закон.

Хлестала плеть.

«Зверь»!,

«Сволочь — Он!»

«Нельзя жалеть»!.

...

И злобой дикой сердце билось

И —

Кляли ингушей

...

Замолкли «славы» дикой гулы,

И люди стали ингуши!
Я. С. Патиев отмечает, что почти все стихотворения сборника написаны на тему прошлой и настоящей жизни ингушей. Разнятся стихотворения лишь в стиле написания: громогласно, призывном и обличающем или констатирующем, как, например, в стихотворении «Первому выпуску Ингпедтехникума» (написана в 1929).
Стихотворения были написаны Базоркиным в 1927—34 годах, когда его уровень творчества возрастал и укреплялся с каждым годом. Из-за этого позднее Базоркин выкупал и выпрашивал книгу «Назманч» из книжных магазинов и библиотек для того, чтобы её уничтожить или не дать ей циркулировать. Ему не нравились свои стихотворения, а книгу считал позорной. Писатель желал изъять и уничтожить весь тираж книги.

### Комментарии
1. ↑  «К десятой годовщине» (1927), «Май» (24.04.1928), «XI годовщине октября» (1928), «Первому выпуску Ингпедтехникума» (03.06.1929—1930), «Большевик хорош» (09.10.1930), «8 марта» (06.03.1931), «Гизельдонстрой» (21.6.1931), «Юбилейное» (31.10.1932), «Май» (06.04.1931), «Ударникам» (15.04.1931), «Песня Зато» (15.11.1934), «Вуз'у (лирическое, 01.03.1934)»[3].
2. ↑  «Боньг» (01.07.1932) и «Слушай, Назманч» (03.03.1933)[4].